# Boy (album)
Boy je debutové album rockové skupiny U2, které vyšlo v roce 1980. Na obalu desky je fotografie sedmiletého Petera Rowena (Boy = Chlapec). Texty se věnují převážně frustraci ze života na předměstí. Album obsahovalo první hit skupiny „I Will Follow“. Po vydání alba Boy následovalo jejich první turné po Evropě a Spojených státech amerických.
Píseň I Will Follow je poctou Bonově matce, která mu zemřela v jeho čtrnácti letech. Mezi další témata alba patří sexualita (An Cat Dubh), ztráta dětství a nevinnosti (Into the Heart) nebo proměna chlapce v muže (Twilight).
Závěrečná píseň „Shadows and Tall Trees“ odkazuje na novelu Williama Goldinga jménem Pán much, má stejný název jako jedna z kapitol knihy.

## Vydání alba
Album Boy vyšlo v Británii a Irsku v říjnu 1980. V srpnu 1981 se album vyšplhalo na 52. místo britské hitparády. U2 se snažili podporovat album neustálým koncertováním. V USA vyšlo album v březnu 1981 a byl mu změněn obal desky kvůli strachu z pedofilních interpretací obrázku sedmiletého chlapce. Po většinu roku 1981 U2 nepřetržitě koncertovali. Jejich popularita v Americe pomalu stoupala. Se stoupající popularitou ale rostlo v U2 napětí ohledně dalšího směřování. To vyvrcholilo v době vydání alba October.

## Zajímavosti
Album Boy je jediné album od U2, z něhož byla každá píseň zahrána alespoň jednou naživo.
V roce 2003 byla albu dána pozice 417 v Rolling Stones magazínu 500 nejlepších alb všech dob.
Píseň Twilight přitáhla ke skupině homosexuální fanoušky, kteří ji interpretovali jako sexuální seznamování se s mužem. Píseň byla ve skutečnosti o dospívání chlapce v muže (Verš: In the shadow boy meets man tj. Ve stínu se chlapec setkává s mužem).

## Písně
1. "I Will Follow" 3:36
2. "Twilight" 4:22
3. "An Cat Dubh" 4:47
4. "Into the Heart" 3:28
5. "Out of Control" 4:13
6. "Stories for Boys" 3:02
7. "The Ocean" 1:34
8. "A Day Without Me" 3:14
9. "Another Time, Another Place" 4:34
10. "The Electric Co." 4:48
11. "Shadows and Tall Trees" 4:36

Celková délka: 42:14

## Obsazení
- Bono – zpěv
- The Edge – elektrická kytara
- Adam Clayton – basová kytara
- Larry Mullen Jr. – bicí